# Museo Arqueológico Municipal de Lorca
El museo Arqueológico Municipal de Lorca (Murcia), España, fue fundado en marzo de 1992 y se encuentra en la plaza de Juan Moreno. El Ayuntamiento de Lorca es el encargado de la titularidad y gestión del museo. El museo nació con el fin de un mejor desarrollo cultural de Lorca y la comarca.

## Edificio
El museo Arqueológico se encuentra ubicado en la rehabilitada Casa de los Salazar-Rosso (también conocida como Casa de los Moreno Rocafull). De autor desconocido, fue construida según unas fuentes en la segunda mital del siglo XVI, y según otras, a principios del siglo XVII. La obra fue encargada por dos familias de comerciantes genoveses residentes en la ciudad de Lorca de las cuales toma nombre el edificio.
El edificio fue concebido siguiendo los modelos italianos que durante esos años se aplicaban en la zona de Levante. La fachada está  realizada en mampostería, y en ella destacan la sucesión de ventanas adinteladas y balcones coronados por frontones triangulares, así como la hermosísima portada labrada en piedra caliza y articulada en dos cuerpos. En el primero encontramos un vano de acceso adintelado flanqueado por dos pilastras de orden compuesto que sostienen un friso decorado con triglifos y metopas. Sobre este friso aparece un frontón curvo partido decorado con jarrones con motivos vegetales. El segundo cuerpo está presidido por el blasón familiar de María Natarello Salazar, flanqueado por dos esfinges compuestas por cabeza de hombre barbado, busto de mujer sin brazos y extremidades inferiores en forma de león. Sobre las cabezas aparecen dos volutas que recuerdan el orden jónico clásico. Las esfinges sostienen un nuevo frontón curvo partido, ahora de menores dimensiones, sobre el que aparece un relieve decorado con la cabeza de un león y un gran jarrón con flores.
La estructura interna original del edificio fue modificada para adaptarlo a su nueva función como Museo.

## Información útil
La entrada al museo es gratuita. El horario del museo es el siguiente:
- De martes a sábado:
  - De 10:00 a 14:00 horas
  - De 17:00 a 19:00 horas
- Domingo:
  - De 10:00 a 14:00 horas

## Galería de imágenes

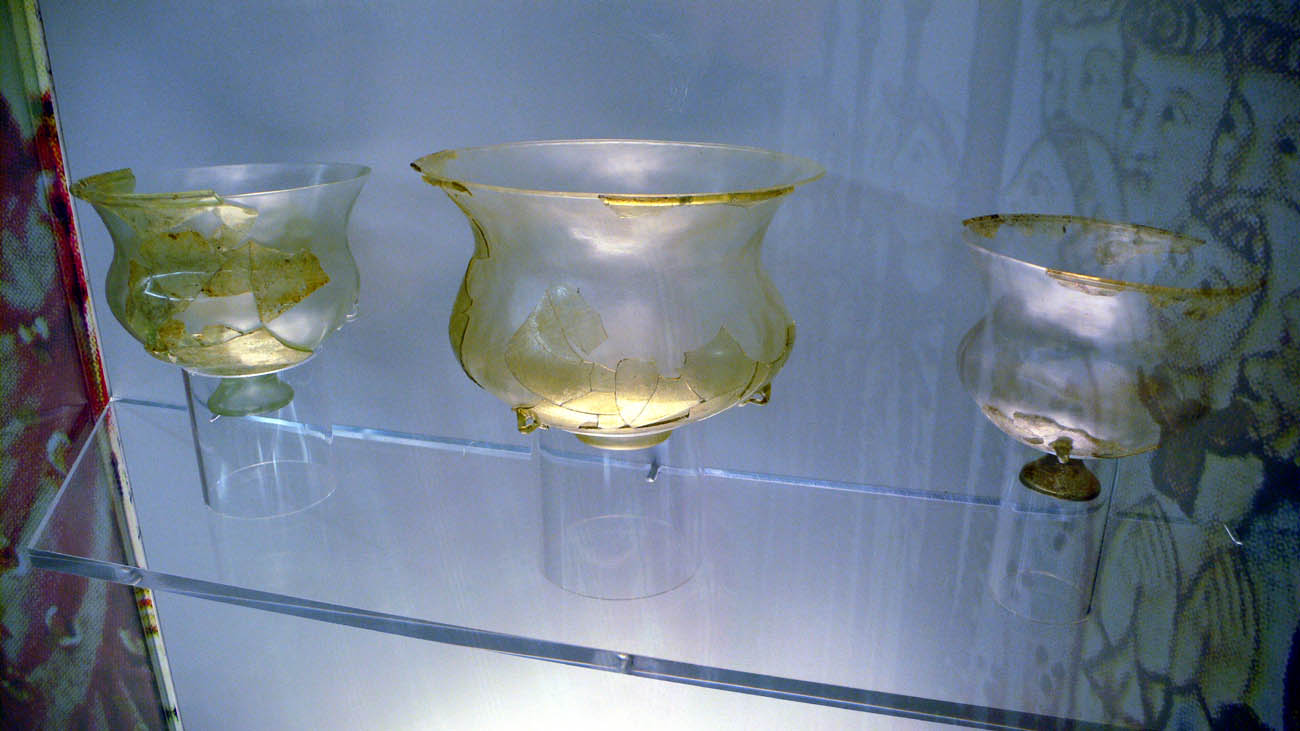
Lámparas de la judería de Lorca
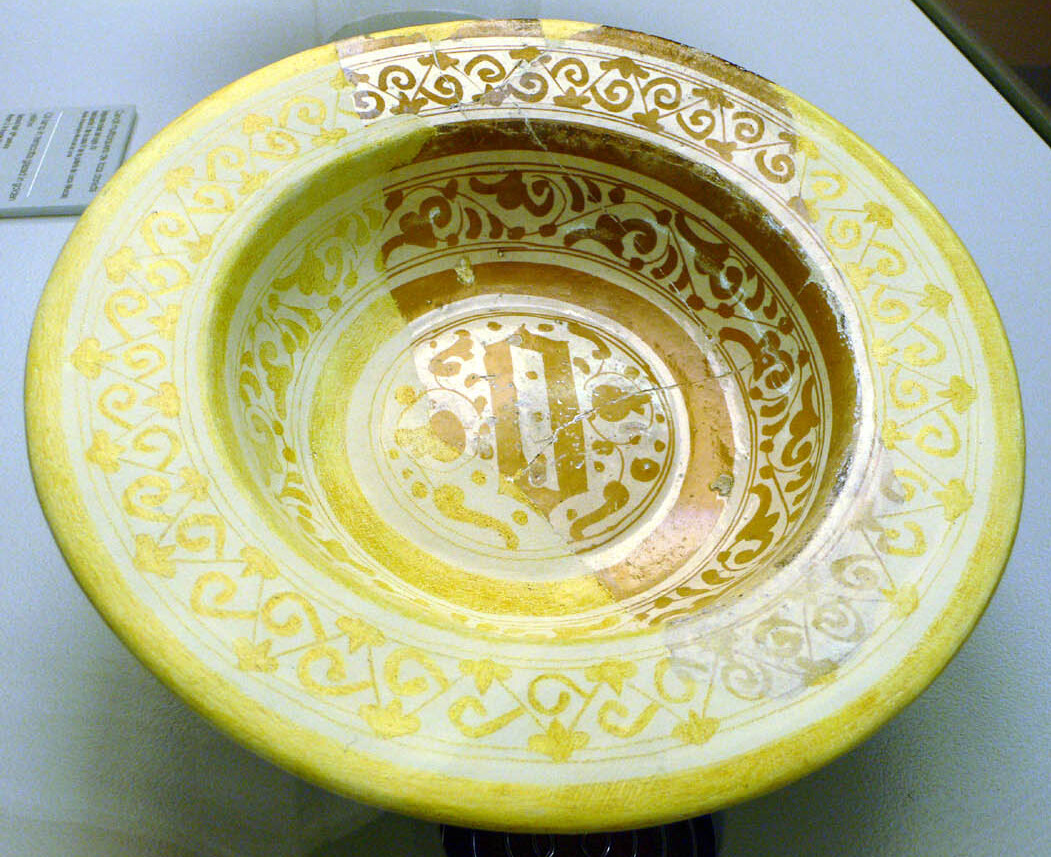
Plato de loza de la judería de Lorca
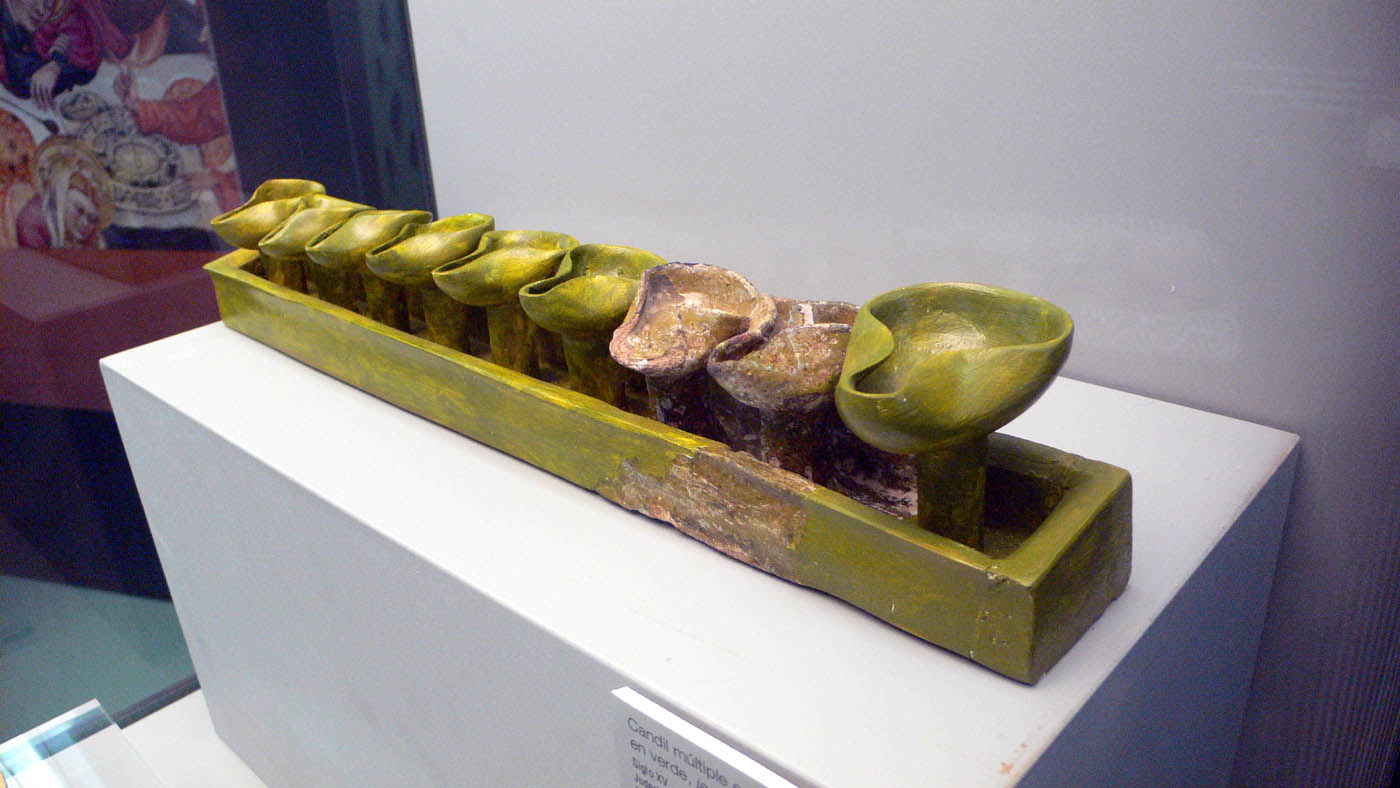
Hanukkia judía
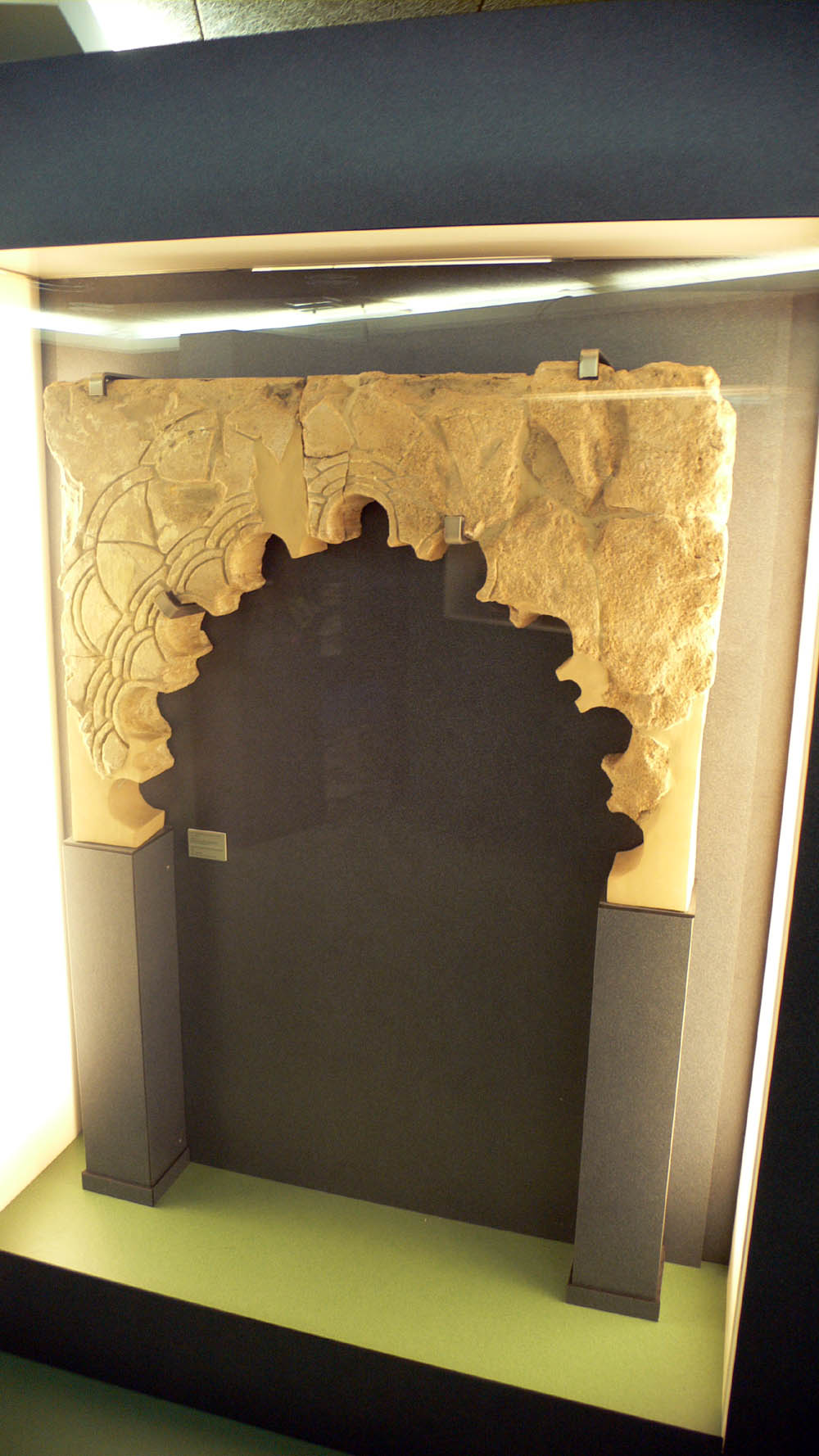
Yesería procedente de la judería de Lorca
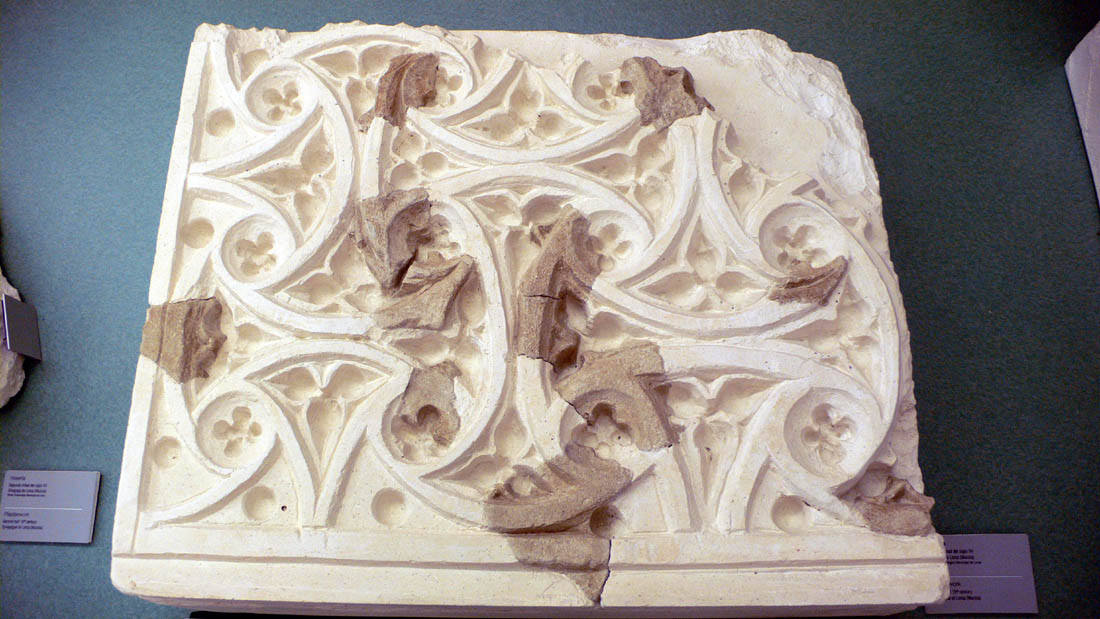
Yesería procedente de la sinagoga de Lorca
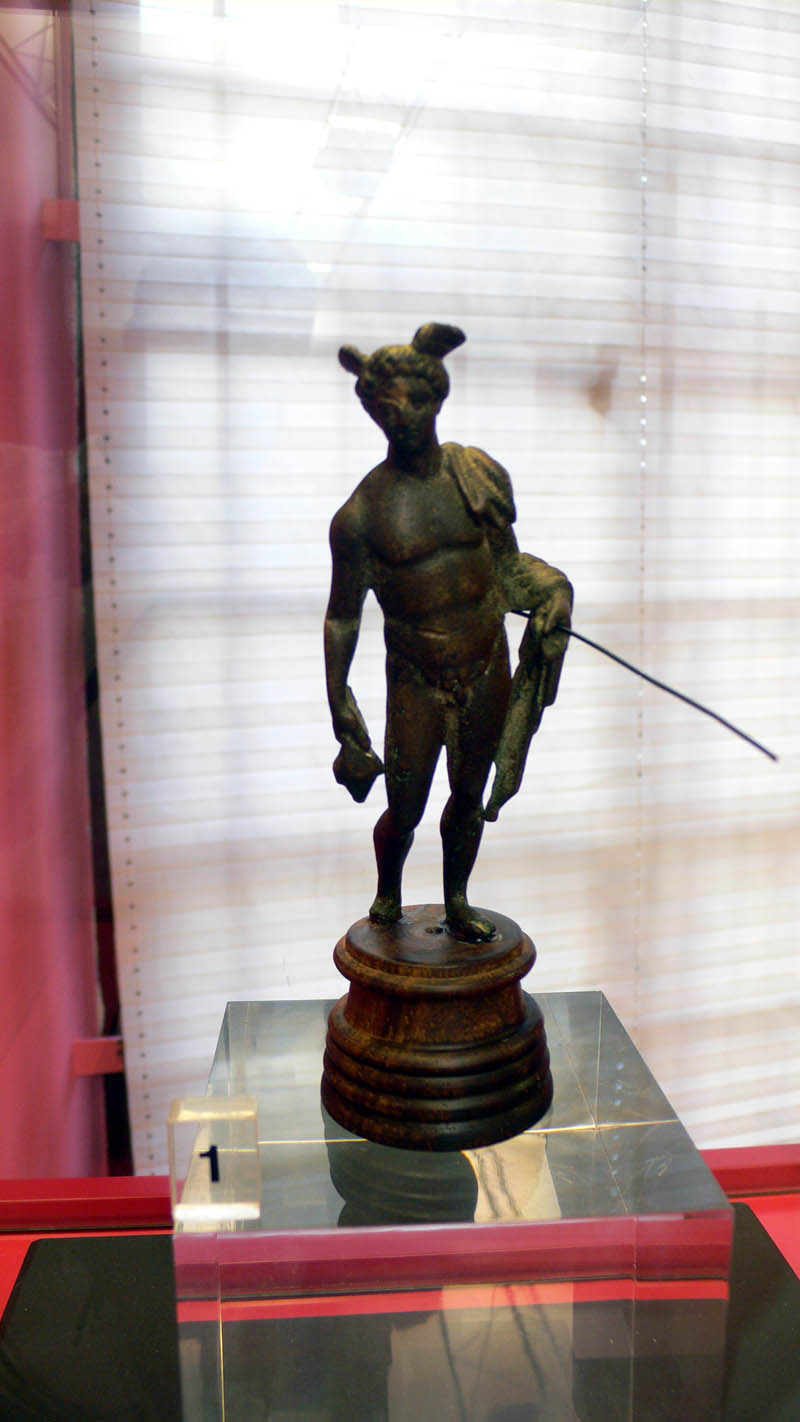
Bronce romano representando a Mercurio siglo II. El Villar de Coy
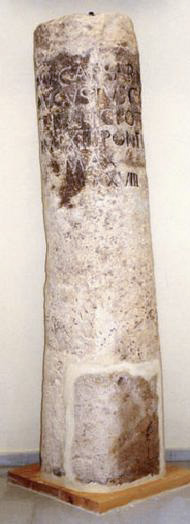
Columna Miliaria romana del 8 a.C
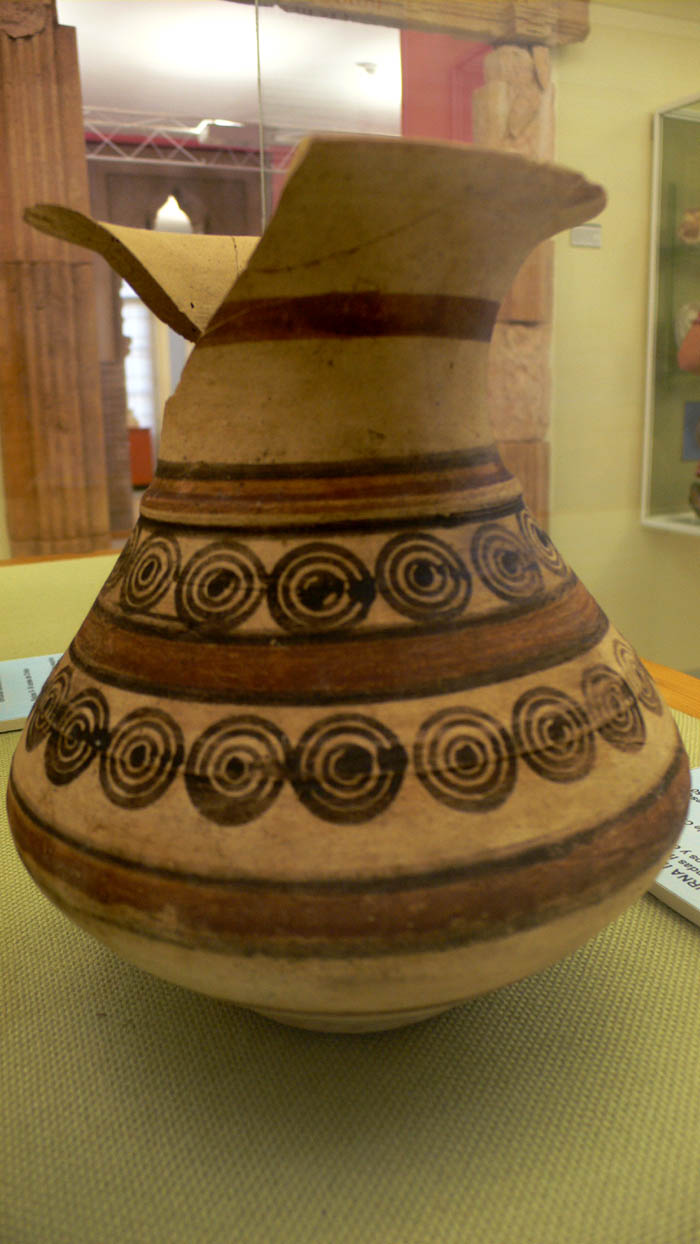
Urna funeraria ibérica. siglo V a.C
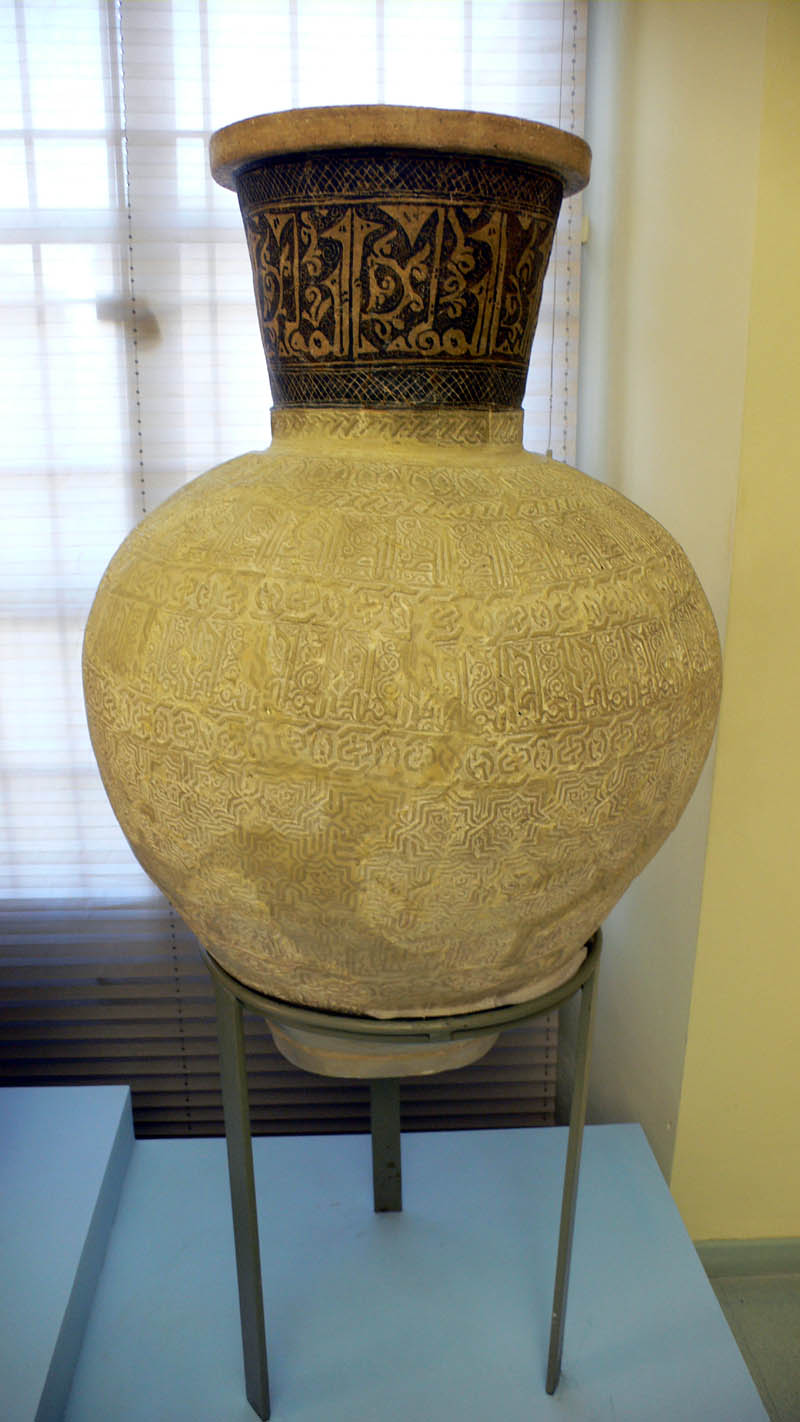
Tinaja islámica. s.XII.